# Tickell Head
Das Tickell Head eine vorgebirgsähnliche Landspitze an der Nordküste von Coronation Island im Archipel der Südlichen Orkneyinseln. Sie trennt die Einfahrt zur Bridger Bay im Westen von derjenigen zur Sherman Bay im Osten.
Der britische Walfängerkapitän George Powell (1794–1824) und sein US-amerikanisches Pendant Nathaniel Palmer waren im Dezember 1821 die Ersten, welche die Landspitze sichteten. Der Falkland Island Dependencies Survey (FIDS) nahm zwischen 1956 und 1958 Vermessungen der Bucht vor. Das UK Antarctic Place-Names Committee benannte sie am 7. Juli 1959 nach William Lancelot Noyes Tickell (1930–2014), der als Meteorologe des FIDS 1955 auf Signy Island tätig war, diese meteorologische Station 1956 leitete und Erstbesteiger des Mount Nivea ist.